# Æ
Æ (minuscolo: æ) è un grafema composto dalle lettere a ed e; inizialmente nata come una legatura, è stata introdotta come lettera vera e propria in vari alfabeti tra cui l'islandese, il faroese, il norvegese e il danese. Era usato anche in svedese antico prima di essere sostituito con ä. Oggi, l'alfabeto fonetico internazionale lo usa per rappresentare il suono "a" nella parola inglese "cat". Le varianti diacritiche includono Ǣ, ǣ, Ǽ, ǽ, Æ̀, æ̀, Æ̂, æ̂, Æ̃, æ̃.

## Latino
Nel latino classico la combinazione AE denota il dittongo ae̯. Sia la pratica classica sia quella attuale è di scrivere le lettere separatamente, ma a partire dal Medioevo e fino alla prima età moderna si utilizzava nella scrittura la legatura perché il dittongo si era ridotto alla vocale semplice ɛ durante l'Impero romano, ma la spinta conservativa dell'ortografia aveva mantenuto graficamente la prima vocale, anche se legata alla e. In alcune scritture medievali la legatura fu semplificata in ę, una e con codetta, la e caudata. Questa fu ulteriormente semplificata in una semplice e, che può aver influenzato o essere stata influenzata dal cambiamento di pronuncia. Tuttavia, la legatura è ancora relativamente comune nei libri liturgici e negli spartiti musicali.

## Inglese
In inglese, l'uso della legatura varia tra diversi luoghi e contesti, ma è abbastanza raro. Nella tipografia moderna, se le limitazioni tecnologiche rendono difficile l'uso di æ (come nell'uso di macchine da scrivere, telegrafi, o ASCII), il digrafo ae è spesso usato al suo posto.
Negli Stati Uniti, la questione della legatura è aggirata in molti casi con l'uso di una grafia semplificata con la "e", come è successo anche con œ. L'uso, tuttavia, può variare; per esempio, medieval è ora più comune di mediaeval (e dell'ormai antiquato mediæval) anche nel Regno Unito, ma archaeology è preferito ad archeology, anche negli Stati Uniti.
La legatura si vede sulle lapidi del XIX secolo, abbreviazione di ætate ("all'età (di)"): "Æ xxYs, yyMs, zzDs". È anche comune nella tipografia formale (inviti, risoluzioni, annunci e alcuni documenti governativi); per esempio, la Circolare della Corte ha continuato ad usare l'ortografia orthopædic nel XXI secolo.

### Inglese antico
In inglese antico era chiamata æsc (frassino), dalla traslitterazione della runa  (ᚫ) del fuþorc anglo-sassone (un antico alfabeto runico, predecessore dell'antico inglese). Nell'inglese antico, æ rappresentava un suono tra la a e la e æ, molto simile alla a breve di cat in molti dialetti dell'inglese moderno.

## Francese
Æ (chiamata "a e-dans-l'a") è utilizzata in rarissimi casi in lingua francese, perlopiù in parole provenienti dal latino o dal greco, come: curriculum vitæ, et cætera, ex æquo, tænia e Lætitia. È menzionato nel nome della canzone di Serge Gainsbourg Elaeudanla Téïtéïa, una lettura dell'ortografia francese del nome Lætitia: "L, A, E dans l'A, T, I, T, I, A".

## Osseto
L'osseto ha usato la lettera æ quando è stato scritto usando la scrittura latina dal 1923 al 1938. Da allora, l'osseto usa un alfabeto cirillico con una lettera dall'aspetto identico (Ӕ e ӕ). Si pronuncia come una vocale centrale media (scevà).

## Alfabeto fonetico internazionale
Il simbolo æ è anche usato nell'alfabeto fonetico internazionale per denotare una vocale anteriore quasi aperta non arrotondata come nella parola cat in molti dialetti dell'inglese moderno, che è il suono che più probabilmente era rappresentato dalla lettera dell'inglese antico. Nell'alfabeto fonetico internazionale, è sempre in minuscolo.

## Numismatica
Æ è utilizzata, in particolare, in numismatica per indicare il bronzo o altre leghe a base di rame (dal latino aes, aeris) come metallo monetario.

## Computer

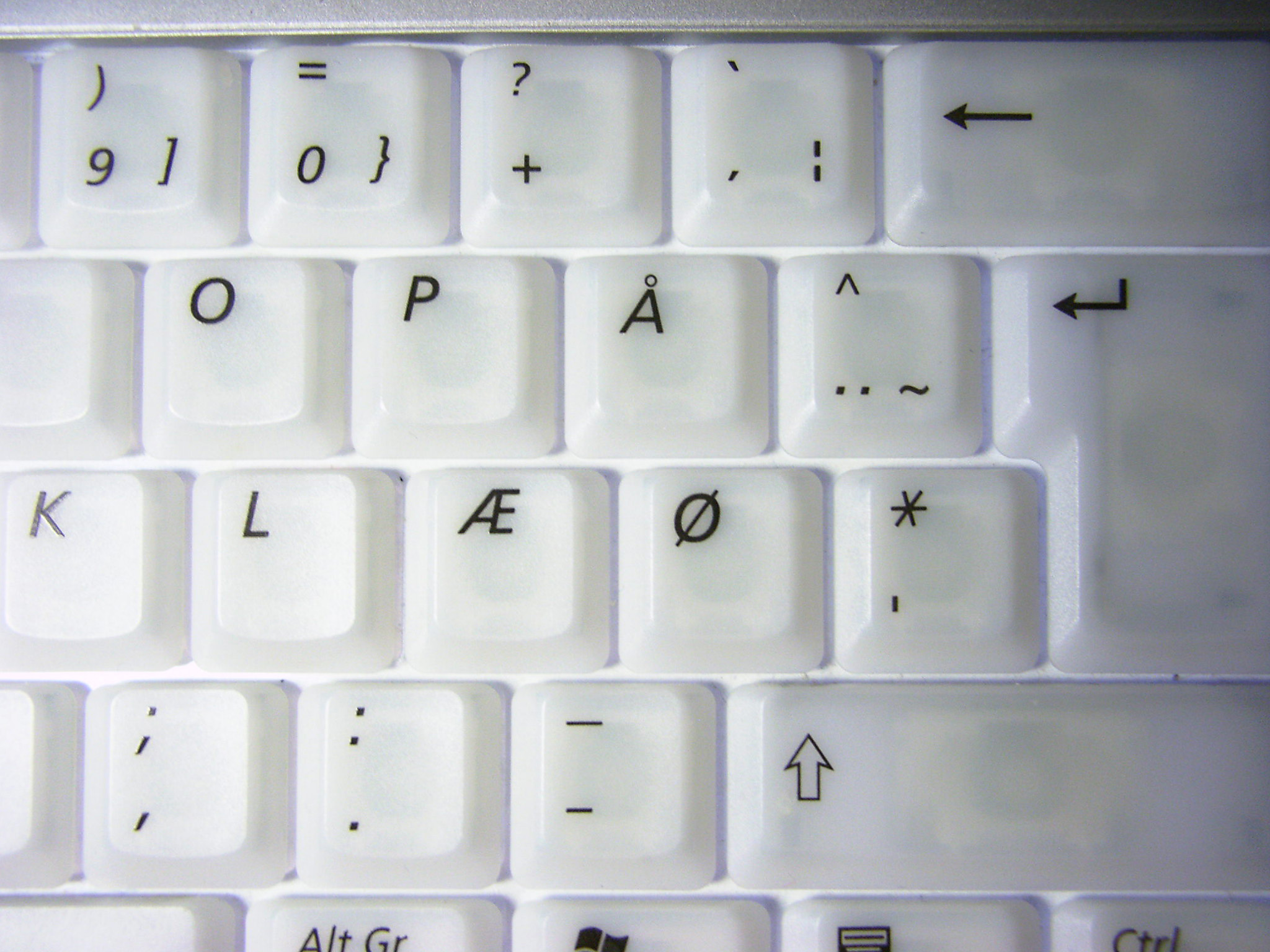
Tastiera danese con tasti per Æ, Ø e Å. Sulle tastiere norvegesi la Æ e la Ø si scambiano di posto.

Per scrivere il grafema æ in ambiente Windows è necessario premere sulle tastiere italiane contemporaneamente i tasti Alt e 145 del tastierino numerico per la forma minuscola æ, invece alt e 146 per la forma maiuscola Æ.
Per scrivere il grafema æ in ambiente Linux è necessario premere sulle tastiere italiane contemporaneamente i tasti Alt Gr e A, mentre per ottenere il grafema Æ bisogna premere anche il tasto ⇧ Maiusc.
Per scrivere il grafema æ in ambiente Macintosh è necessario premere sulle tastiere italiane contemporaneamente i tasti ⌥ Alt e Y, mentre per ottenere il grafema Æ bisogna premere anche il tasto ⇧ Maiusc.
Invece in Word si usa la combinazione CTRL + ⇧ Maiusc + & + A o a, lettera maiuscola per forma maiuscola, lettera minuscola per forma minuscola, anche se il programma accetta comunque il metodo usando Alt.